# Charafeddine Rhourdmani
Charafeddine Rhourdmani (en arabe : شرف الدين غوردماني), né le 7 juin 1997 à Safi (Maroc) est un footballeur marocain évoluant avec le club de l'Olympique de Safi. Il joue au poste de milieu de terrain.

## Biographie
Formé à l'Olympique de Safi, il dispute lors de sa première saison (2017/18), quatre matchs en championnat. Il termine sa première saison à la huitième place du classement de la Botola Pro.
Lors de sa deuxième saison, il dispute neuf matchs en Botola Pro. Il termine sa deuxième saison à la quatrième place du championnat. Lors de la saison 2019-20, il dispute trois matchs en championnat. Il termine sa deuxième saison à la treizième place du championnat. Lors de la saison 2020-21, il dispute quatorze matchs en championnat et délivre une passe décisive. Il termine la saison à la douzième place du championnat.

## Statistiques

### Statistiques détaillées
| Saison                | Club                  | Championnat           | Championnat | Championnat | Championnat | Coupe(s) nationale(s) | Coupe(s) nationale(s) | Coupe(s) nationale(s) | Compétition(s) continentale(s) | Compétition(s) continentale(s) | Compétition(s) continentale(s) | Compétition(s) continentale(s) | Autres compétitions | Autres compétitions | Autres compétitions | Autres compétitions | Total | Total | Total |
| Saison                | Club                  | Division              | M.          | B.          | P.d.        | M.                    | B.                    | P.d.                  | Comp.                          | M.                             | B.                             | P.d.                           | Comp.               | M.                  | B.                  | P.d.                | M.    | B.    | P.d.  |
| 2017-2018             | OC Safi               | Botola Pro            | 4           | 0           | 1           | -                     | -                     | -                     | -                              | -                              | -                              | -                              | -                   | -                   | -                   | -                   | 4     | 0     | 1     |
| 2018-2019             | OC Safi               | Botola Pro            | 9           | 0           | 0           | -                     | -                     | -                     | -                              | -                              | -                              | -                              | -                   | -                   | -                   | -                   | 9     | 0     | 0     |
| 2019-2020             | OC Safi               | Botola Pro            | 3           | 0           | 0           | -                     | -                     | -                     | -                              | -                              | -                              | -                              | -                   | -                   | -                   | -                   | 3     | 0     | 0     |
| 2020-2021             | OC Safi               | Botola Pro            | 14          | 0           | 0           | -                     | -                     | -                     | -                              | -                              | -                              | -                              | -                   | -                   | -                   | -                   | 14    | 0     | 0     |
| Total sur la carrière | Total sur la carrière | Total sur la carrière | 30          | 0           | 1           | -                     | -                     | -                     | -                              | -                              | -                              | -                              | -                   | -                   | -                   | -                   | 30    | 0     | 1     |